# Mónosbél
Mónosbél község Heves vármegye Bélapátfalvai járásában.

## Fekvése
A Bükk-vidéken, a Mónos-patak két oldalán helyezkedik el. Bélapátfalvától 3 kilométerre délre, Egertől 19 kilométer távolságra észak-északkeletre. Keleti határában a Bükk hegyei emelkednek: az 570 méter magas Kis-szoros tető, az 548 méter magas Hársas-tető és az 543 méter magas János-hegy.
A közvetlenül határos települések: észak és kelet felől Bélapátfalva, dél felől Szarvaskő, nyugat felől Egerbocs, északnyugat felől pedig Mikófalva.

### Megközelítése
Legfontosabb közúti megközelítési útvonala a 2506-os út, ezen érhető el északi és déli szomszédai felől is. Határszélét északon érinti még a 2507-es út is. Határszélét délnyugaton érinti a 25-ös főút is.
A hazai vasútvonalak közül az Eger–Putnok-vasútvonal érinti, melynek két megállási pontja is volt a határai között: Mónosbél vasútállomás a központ közelében és Tardosi kőbányák megállóhely pedig a déli határszélétől nem messze), az utóbbi azonban már megszűnt.

## Nevének eredete
Nevének Mónos előtagját egykori malmairól kapta, míg a bél utótag egykori birtokosának, a Bél nemzetségnek nevéből ered.

## Története
Nevét 1261-ben említette először oklevél Beel, majd Albeel formában, ebben a században a Bél nemzetség birtoka volt. Az 1332-1337-es  pápai tizedjegyzék is említette Monosbeel alakban írva. Eger 1552-es török ostroma idején elpusztult és csak a 17. században népesült be újra, bár ekkor is még csak néhány család lakott itt. A század végén a Béky család birtoka lett, de 1687-ben, a törökök kiűzésekor ismét elpusztult, és ettől kezdve két évszázadon keresztül csak puszta volt, melynek szántóföldjeit, rétjeit, sertéshízlalásra alkalmas makkos erdeit, számos – a Mónos-patakon levő – malmát a közbirtokosok a török időktől kezdve bélapátfalvai gazdáknak adták bérbe, heteddézsma ellenében.
A 18. század elején Mónosbél-puszta néven volt ismert, birtokosa ekkor a Szabó család volt, a kevés számú lakosa pedig urasági cseléd volt.
A Mónosbél feletti tardosi kőbányában nagy mennyiségben bányásztak mészkövet is.
1910-ben 296 lakosából 292 magyar volt. Ebből 255 római katolikus, 3 görögkatolikus, 18 református, 18 izraelita volt.
A 20. század elején Borsod vármegye Sajószentpéteri járásához tartozott.

## Közélete

### Polgármesterei
- 1990–1994: Varga Sándorné (független)[7]
- 1994–1998: Varga Sándorné (független)[8]
- 1998–2002: Varga Sándorné (független)[9]
- 2002–2006: Varga Sándorné (független)[10]
- 2006–2010: Varga Sándorné (független)[11]
- 2010–2014: Varga Sándorné (független)[12]
- 2014–2019: Varga Sándorné (független)[13]
- 2019–2024: Varga Sándorné (független)[14]
- 2024– : Varga Sándorné (független)[1]

## Népesség
A település népességének változása:
| Lakosok száma | 375  | 363  | 358  | 416  | 407  | 391  | 403  |
|               | 2013 | 2014 | 2015 | 2021 | 2022 | 2023 | 2024 |

2001-ben a település lakosságának közel 100%-a magyar nemzetiségűnek vallotta magát.
A 2011-es népszámlálás során a lakosok 79,5%-a magyarnak, 0,3% németnek, 0,3% románnak mondta magát (20,5% nem nyilatkozott; a kettős identitások miatt a végösszeg nagyobb lehet 100%-nál). A vallási megoszlás a következő volt: római katolikus 43%, református 5,4%, görögkatolikus 0,3%, felekezeten kívüli 7,8% (43% nem nyilatkozott).
2022-ben a lakosság 95,1%-a vallotta magát magyarnak, 3,9% cigánynak, 0,2% románnak, 0,2% szlováknak, 2,2% egyéb, nem hazai nemzetiségűnek (4,9% nem nyilatkozott; a kettős identitások miatt a végösszeg nagyobb lehet 100%-nál). Vallásuk szerint 34,9% volt római katolikus, 5,9% református, 0,5% görög katolikus, 0,5% evangélikus, 0,2% egyéb keresztény, 1,5% egyéb katolikus, 22,1% felekezeten kívüli (34,4% nem válaszolt).

## Nevezetességei
- Római katolikus templomát Nepomuki Szent János tiszteletére szentelték fel, 1785-ben épült.
- 2011-ben egy közmunka program keretében kitakarítottak egy gyümölcsöst a település templomának kertjében, amit 1785-ben telepítettek szervita szerzetesek. A fák a következő évben – hosszú idő után – újra termést hoztak, ami ilyen idős fák esetében szakértői vélemény szerint ritkaság. Az almás felfedezése és új életre kelése egyedülálló lehetőséget teremt kertészeti szakembereknek, hogy a közel 230 éves állapotukban megmaradt növényeket genetikai és kertészeti szempontból megvizsgálják.[18]
- Vidróczki Márton (1837–1873) Legendás mátrai betyár szülőfaluja.